# Reuth bei Erbendorf
Reuth bei Erbendorf (amtlich: Reuth b.Erbendorf) ist eine Gemeinde im Oberpfälzer Landkreis Tirschenreuth. Die Gemeinde ist Mitglied der Verwaltungsgemeinschaft Krummennaab.

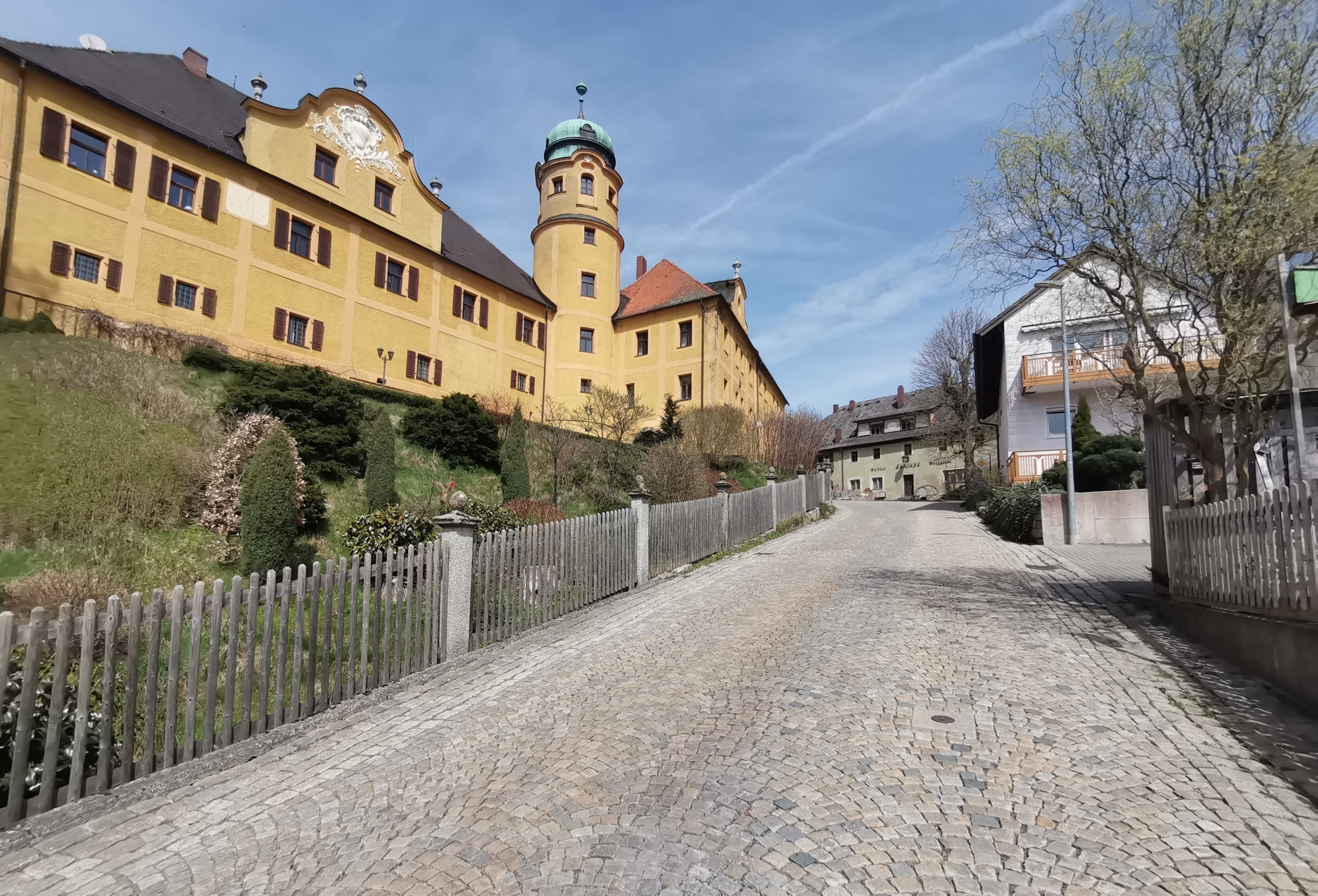
Hauptstraße mit Schloss Reuth

## Geografie

### Geografische Lage
Die Gemeinde liegt nahe Erbendorf zwischen Steinwald und dem Naturschutzgebiet Waldnaabtal.

### Gemeindegliederung
Es gibt 16 Gemeindeteile (in Klammern ist der Siedlungstyp angegeben):
- Drahthammer (Dorf)
- Eiglasdorf (Weiler)
- Erlhammer (Weiler)
- Escheldorf (Dorf)
- Fünfeichen (Einöde)
- Forsthof (Weiler)
- Hasen (Einöde)
- Josephshof (Dorf)
- Klausen (Einöde)
- Letten (Dorf)
- Mittelmühle (Einöde)
- Premenreuth (Pfarrdorf)
- Rechenlohe (Weiler)
- Reuth b.Erbendorf (Kirchdorf)
- Röthenbach a.Steinwald (Dorf)
- Zainhammer (Einöde)

Es gibt die Gemarkungen Reuth b.Erbendorf (nur Gemarkungsteil 1), Röthenbach a.Steinwald und Trautenberg (nur Gemarkungsteil 1).

## Geschichte

### Bis zum 19. Jahrhundert
Das Adelsgeschlecht der Trautenberger war von 1337 bis 1601 Besitzer der Burg Reuth bzw. der Gutsherrschaft Reuth. Der Besitz ging 1602 durch Heirat an Georg Friedrich von Unruh über und gelangte an die verwandte Familie der Sparnecker.
In die Zeit der Familie von Sparneck in Reuth (1628–1744) fiel die Gründung der Schloßbrauerei Reuth 1742. Aus der Tradition des Braurechtes in Form einer Hausbrauerei entstand 1742 ein gewerblicher Betrieb. Die Freiherren von Reitzenstein kauften die Hofmark Reuth 1772 und übten bis 1848 die Grundherrschaft und Niedergerichtsbarkeit aus.
Am 15. August 1864 erhielt der Ort Reuth einen Bahnhof. Die Bahnstrecke führte zunächst von Weiden nach Eger.

### KZ-Außenlager
Vom 12. Januar 1945 bis zum 22. April 1945, kurz vor dem Ende des Zweiten Weltkriegs, existierte im Ort ein Außenlager des Konzentrationslagers Flossenbürg. Die Häftlinge verrichteten Zwangsarbeit für die Bäckerei Paul Röthgen, die das KZ Flossenbürg mit Brot belieferte. Bei den Häftlingen handelte es sich um fünf Deutsche und zwei Holländer, die alle den Zeugen Jehovas angehörten. Sie waren unter dem Dach der Bäckerei untergebracht und wurden von einem älteren SS-Mann bewacht.

### Eingemeindungen
Im Jahr 1945 oder 1946 wurde ein Teil der bis dahin selbständigen Gemeinde Trautenberg eingegliedert. Im Zuge der Gebietsreform in Bayern kam am 1. Januar 1972 Röthenbach am Steinwald hinzu.

### Einwohnerentwicklung
Zwischen 1988 und 2018 sank die Einwohnerzahl von 1179 auf 1137 um 42 bzw. um 3,6 %.

## Politik
Bürgermeister:
Erster Bürgermeister ist Werner Prucker (Freie Wähler), sein Stellvertreter Johann Neugirg (Freie Wähler).
Gemeinderat:
Der Gemeinderat hat 12 Mitglieder:
- CSU 4 Sitze
- SPD 2 Sitze
- FW 6 Sitze

(Stand: Kommunalwahl am 15. März 2020)

## Wappen
| Wappen Gde. Reuth bei Erbendorf | Blasonierung: „In Rot zwei silberne Schrägbalken, deren vorderer mit drei blauen Spitzen belegt ist.“ |
| Wappen Gde. Reuth bei Erbendorf | Die Gemeinde führt das Wappen seit 1982.                                                              |

## Bau- und Bodendenkmäler
- Schloss Reuth mit Schlossbrauerei

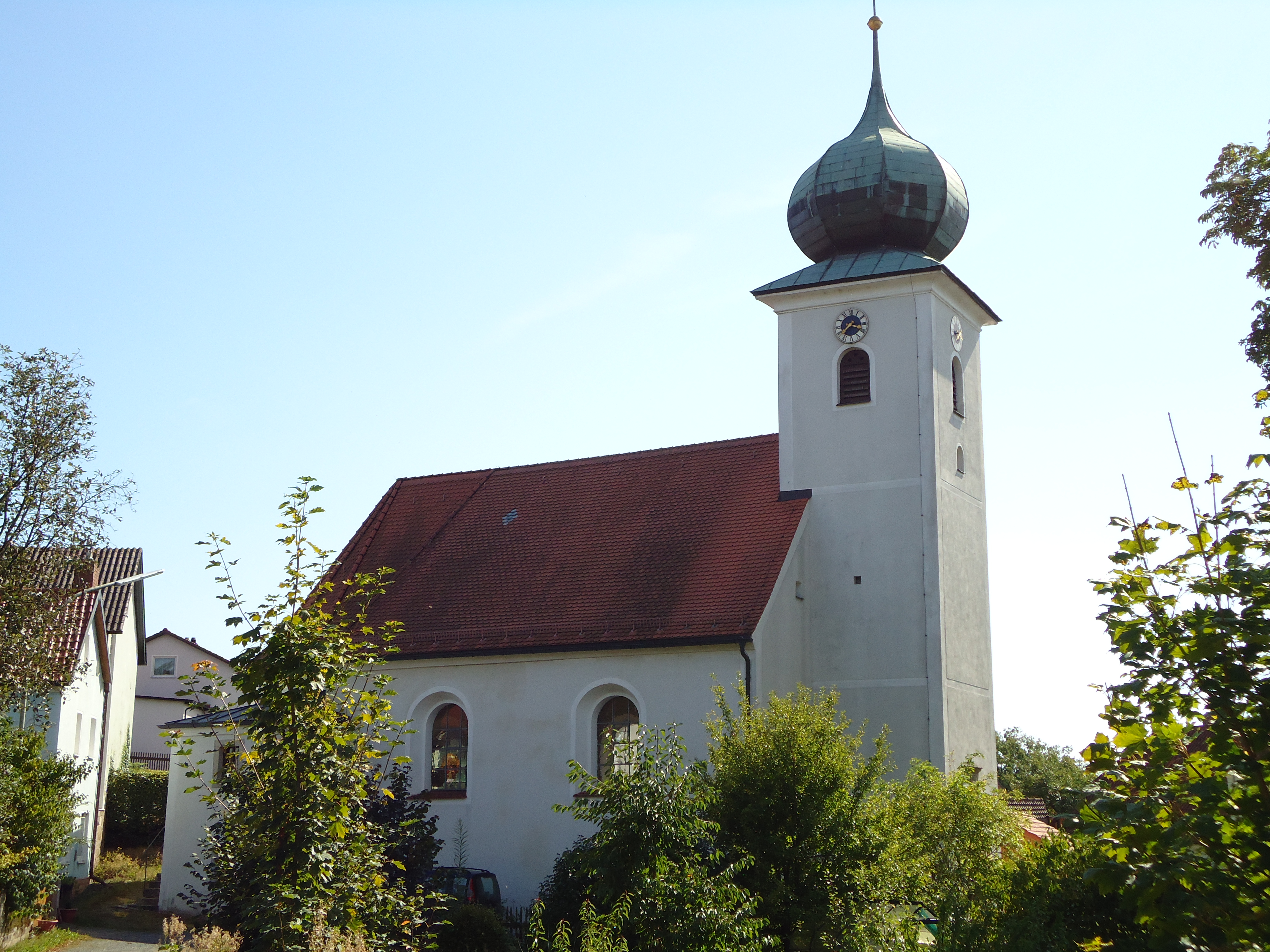
St. Katharina in Reuth

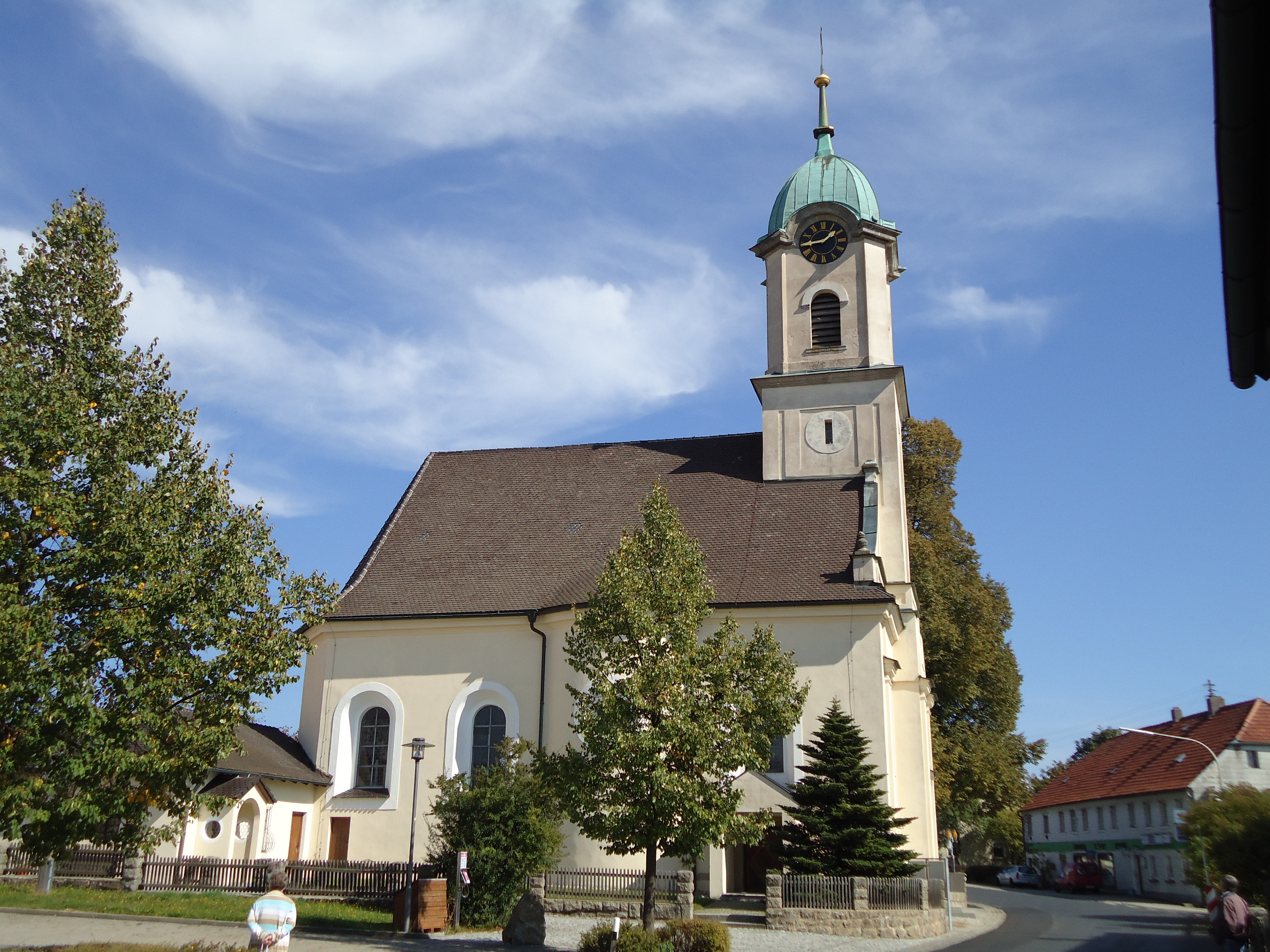
Marienkirche Premenreuth (2012)

- Schloss Mauern (Escheldorf), abgegangenes Schloss in Escheldorf
- Katholische Kirche St. Katharina
- Katholische Kirche „Maria Hilf“ im Gemeindeteil Premenreuth.

## Wirtschaft und Infrastruktur

### Verkehr
- Über die B 299 erreicht man von Reuth aus nach etwa fünf Kilometern die Anschlussstelle Falkenberg der A 93 Regensburg–Hof.
- Reuth hat einen Bahnhof an der Bahnstrecke Weiden–Oberkotzau.
- Von 1894 bis 1958 war Reuth Ausgangspunkt einer schmalspurigen Industriebahn, der Bahnstrecke Reuth–Friedenfels, sowie von 1909 bis 1997 einer normalspurigen Stichbahn nach Erbendorf.[5]

### Ansässige Unternehmen
- Schloßbrauerei Reuth

## Persönlichkeiten
- Josef Witt (* 1884 in Reuth bei Erbendorf; † 1954), Gründer des Versandhauses Witt Weiden[12]